# Джозеф Бюрґер
Джозеф Бюрґер (англ. Joseph Buerger, 19 вересня 1870 — 10 листопада 1951) — американський академічний веслувальник.
Бронзовий призер Олімпійських Ігор 1904 року в складі розпашної двійки без стернового.